# 수완중학교
수완중학교(水莞中學校)는 대한민국 광주광역시 광산구 수완동에 위치한 공립 중학교이다.

## 학교 연혁
- 2009년 1월 1일 : 수완중학교 설립 인가(남녀 공학)
- 2009년 3월 1일 : 초대 김혁순 교장 취임
- 2009년 3월 2일 : 제1회 입학식 259명(8학급)
- 2011년 3월 1일 : 빛고을 혁신학교 지정 운영
- 2012년 2월 8일 : 제1회 졸업식 368명(11학급)
- 2025년 1월 9일 : 제14회 졸업식 271명(10학급)
- 2025년 3월 1일 : 제7대 서민호 교장 취임
- 2025년 3월 4일 : 제17회 입학식 286명(10학급)

## 참고 자료
- 수완중학교 - 한국교육학술정보원 학교알리미